# EXPO Greater Amsterdam
EXPO Greater Amsterdam, tot midden juni 2022 Expo Haarlemmermeer is onderdeel van vrijetijdsconcern Libéma en in 2002 Floriade-gebouw of dak van Nuon genoemd, is een expositiegebouw met bijhorend terrein bij Vijfhuizen. Het glazen expogebouw werd tijdens de Floriade 2002 opgericht. De tentoonstellingsruimte heeft een oppervlakte van 26.000 m² en beschikt binnen over een auditorium.

## Zonnecentrale
Het glazen dak meet 100 bij 278 meter en er zijn geïntegreerde zonnepanelen aangebracht. Destijds waren de investeringen voor het dak 41 miljoen gulden. Nuon nam na afloop van de Floriade het beheer van de zonnepanelen over. Het vermogen van deze zonnecentrale is geschat op ca 1,23 miljoen kWh per jaar.

## Europees kampioenschap voetbal 2020
Tijdens het Europees kampioenschap voetbal 2020 van 11 juni tot 11 juli 2021 was hier het International Broadcast Center gevestigd.  Alle tv-signalen vanuit de stadions waarin de 51 EK-wedstrijden werden gespeeld, waaronder de Johan Cruijff Arena, kwamen in Vijfhuizen samen en werden van daaruit weer verzonden naar alle uitzendgerechtigden over de hele wereld. Alle grote tv-stations maakten vanuit het IBC hun uitzendingen van de EK-wedstrijden.

## Bekende evenementen
- Bright day
- Citromobile
- IFTF, mechanisatietentoonstelling Bollenstreek
- Pasar Malam Istimewa XL